# Pemagatsel
Pemagatsel (o Pema Gatshel) è un centro abitato del Bhutan, situato nel distretto di Pemagatshel.